# Leptostichaeus
Leptostichaeus is een monotypisch geslacht van straalvinnige vissen uit de familie van stekelruggen (Stichaeidae).

## Soort
- Leptostichaeus pumilus Miki, 1985